# Ministério Público do Estado de Minas Gerais
O Ministério Público do Estado de Minas Gerais (MPMG) é uma instituição pública autônoma, responsável pela defesa de direitos dos cidadãos e dos interesses da sociedade. A finalidade de sua existência se concentra em três pilares: na defesa da ordem jurídica, do regime democrático e dos interesses sociais e individuais indisponíveis.
O Ministério Público tem por chefe o Procurador-Geral de Justiça, o qual, é nomeado integrantes de carreira pelo Governador do Estado. 
A Procuradoria-Geral de Justiça é o órgão de administração do Ministério Público, sendo que a administração Superior é formada também pelos Órgãos Colegiados (Colégio de Procuradores de Justiça e Conselho Superior do Ministério Público) e pela Corregedoria-Geral do Ministério Público.
O Ministério Público é composto por Promotores e Procuradores de Justiça, que atuam nas funções de execução, em atividades judiciais (perante o Poder Judiciário) e extrajudiciais, nas áreas criminal, cível e especializadas (cidadania, meio ambiente, cível e defesa do patrimônio público, infância e juventude, consumidor, ordem urbanística).
A Instituição abrange atendimento a todo o Estado de Minas Gerais, nas cidades que sediam comarcas, em prédios próprios ou em dependências do Poder Judiciário.  

## Sede
O MPMG está presente em todo o Estado. A sede da Instituição está localizada na av. Álvares Cabral, 1.690, Santo Agostinho, Belo Horizonte.
Qualquer pessoa pode entrar em contato com o Ministério Público, seja para buscar informações, orientações ou denunciar. Na Instituição, a Ouvidoria é o canal permanente de comunicação com os cidadãos, entidades representativas da sociedade civil e órgãos públicos.
Para entrar em contato com a Ouvidoria, basta acessar o site do MPMG ou ligar, gratuitamente, para 127.

## Membros Ilustres
- Affonso Arinos (1905-1990) começou sua carreira no MPMG em 1927, na Promotoria de Justiça de Belo Horizonte, logo após se formar na Faculdade de Direito do Rio de Janeiro, aos 21 anos de idade. Publicou vários livros de Direito, lecionou no exterior, foi ministro de Relações Exteriores e participou da Assembleia Nacional Constituinte de 1988.[2]

- Alphonsus de Guimaraens (1870-1921) foi nomeado, em 1895, promotor de Justiça em Conceição do Serro. Publicou vários livros literários e de crônicas, escreveu artigos literários para vários jornais. É considerado um dos principais representantes da poesia simbolista brasileira. Em 1909, foi eleito membro da Academia Mineira de Letras[2].

- Antônio Carlos de Andrada (1870-1946) começou sua carreira no MPMG em 1891 no município de Ubá. Foi presidente da Assembleia Constituinte de 1933, quando manifestou seu posicionamento pelas garantias funcionais dos membros do MP, conseguindo na Constituição de 1934 institucionalizar pela primeira vez o Ministério Público[2].

- Bias Fortes (1847-1917) ingressou no MPMG em 1871 como promotor de Justiça em Parahybuna. Foi presidente do Senado e da Assembleia Constituinte Mineira de 1891. Ajudou também no processo de transferência da capital mineira para Belo Horizonte[2].

- Conselheiro Lafayette (1834-1917) foi nomeado promotor de Justiça em Ouro Preto em 1958. Foi deputado Estadual, presidente do Ceará, ministro da Justiça e da Fazenda, senador, publicou livros de Direito e ocupou a cadeira 23 da Academia Brasileira de Letras[2].

- Fernando de Mello Vianna (1878-1954) em 1901 foi nomeado promotor de Justiça pelo presidente de Minas Gerais Silviano Brandão. Foi deputado Estadual, juiz de Direito, subprocurador-geral do Estado, secretário de Estado do Interior, presidente de Minas Gerais por dois anos após a morte de Raul Soares e vice-presidente da República no Governo Washington Luís.[2]

- Iracema Tavares Nardi (1912-2010) em 1935, foi nomeada promotora de Justiça de Guaranésia, se tornando a primeira mulher a ocupar esse cargo na América Latina. Atuou também na Curadoria de Menores em Belo Horizonte. E em 2008, dois anos antes de morrer, recebeu uma medalha do MPMG pelos serviços prestados à comunidade[2].

- José Lins do Rego (1901-1957) foi promotor de Justiça de Manhuaçu em 1925. Escreveu vários romances, entre eles, Meninos de Engenho. Foi diretor de futebol do Flamengo. E em 1955, após ter suas obras traduzidas para vários idiomas, foi eleito para a Academia Brasileira de Letras[2].

- Levindo Ozanam Coelho (1914-1984) em 1939 foi nomeado promotor de Justiça em Bom Sucesso. Ocupou o cargo de prefeito de Ubá, governador de Minas, deputado Estadual e Federal e participou da Assembleia Geral da ONU em 1968[2].

- Nelson Hungria (1891-1969) foi nomeado para o cargo de promotor de Justiça em 19010. Também foi delegado e juiz. Participou da elaboração e da revisão do Código Civil, do Código de Processo Penal, da Lei de Contravenções Penais e da Lei de Economia Popular. Foi ministro do Supremo Tribunal Federal, do Tribunal Superior Eleitoral e liderou uma campanha contra a pena de morte[2].

- Raul Soares (1877-1924) iniciou sua atuação no MPMG em 1901 na comarca de Santa Luzia do Carangola, destacando-se pelo comprometimento com o ordenamento jurídico, fundamentando suas análises em leis da época. Tornou-se figura renomada pelos seus estudos literários. Também foi deputado Estadual e Federal, ministro da Marinha, senador e presidente de Minas Gerais[2].

- Tancredo Neves (1910-1985) foi nomeado promotor de Justiça em 1932 para atuar em São João del Rei, cidade onde nasceu. Em 1935, foi eleito vereador no município. Depois foi deputado Estadual e Federal, primeiro-ministro, relator da Constituinte Mineira, ministro da Justiça, governador de Minas e primeiro civil na presidente da República depois de 21 anos de ditadura militar, mas morreu antes de assumir o cargo[2].

- Venceslau Brás (1968-1966) tomou posse no cargo de promotor de Justiça em 1890 e atuou em Monte Santo de Minas. Foi vereador, presidente da Câmara e agente executivo Municipal na cidade. Também exerceu os cargos de deputado Estadual e Federal, presidente de Minas, vice-presidente e presidente da República[2].